# 竹内遼
竹内 遼（たけうち りょう　1997年11月10日）長野県下高井郡木島平村出身の自転車競技、マウンテンバイク(MTB)・クロスカントリー(XCO)選手。飯山高等学校出身。

## 所属チーム
2016年
- MIYATA-MERIDA BIKING TEAM

2017~2018年
- drawer THE RACING

2019年~
- FUKAYA RACING

2024年～
- MERIDA BIKING TEAM

## 主な戦績

### マウンテンバイク
2014年
- 全日本マウンテンバイク選手権大会 ジュニアクラス３位

2015年
- 全日本マウンテンバイク選手権大会 ジュニアクラス2位
- Asian Championships Malaysia ジュニアクラス1位

2016年
- 全日本マウンテンバイク選手権大会 U23クラス2位

2017年
- 全日本マウンテンバイク選手権大会 U23クラス2位

2018年
- 全日本マウンテンバイク選手権大会 U23クラス2位

2019年
- 全日本マウンテンバイク選手権大会 U23クラス3位
- Coupe du Japon MTB第1戦吉無田大会　XCO Menエリートクラス優勝
- Coupe du Japon MTB XCO Menエリートクラス　総合4位

2020年
- Coupe du Japon MTB第1戦菖蒲谷大会　XCO Menエリートクラス 3位
- 全日本マウンテンバイク選手権大会 エリートクラス4位

2021年
- Coupe du Japon MTB第1戦菖蒲谷大会　XCO Menエリートクラス 3位
- Coupe du Japon MTB第3戦富士見パノラマ大会　XCO Menエリートクラス　3位

2022年
- Coupe du Japon MTB菖蒲谷大会　XCO Menエリートクラス 優勝　※アジア大会選考レース
- Coupe du Japon MTBやわたはま国際大会/UCI CH　XCO Menエリートクラス 優勝